# .cl
.cl је највиши Интернет домен државних кодова (ccTLD) за Чиле. Администриран је од стране Универзитета Чилеа. Регистрација другостепених домена под овим НИД-ом је отворена за грађане и становнике Чилеа.